# Kinderbisschop

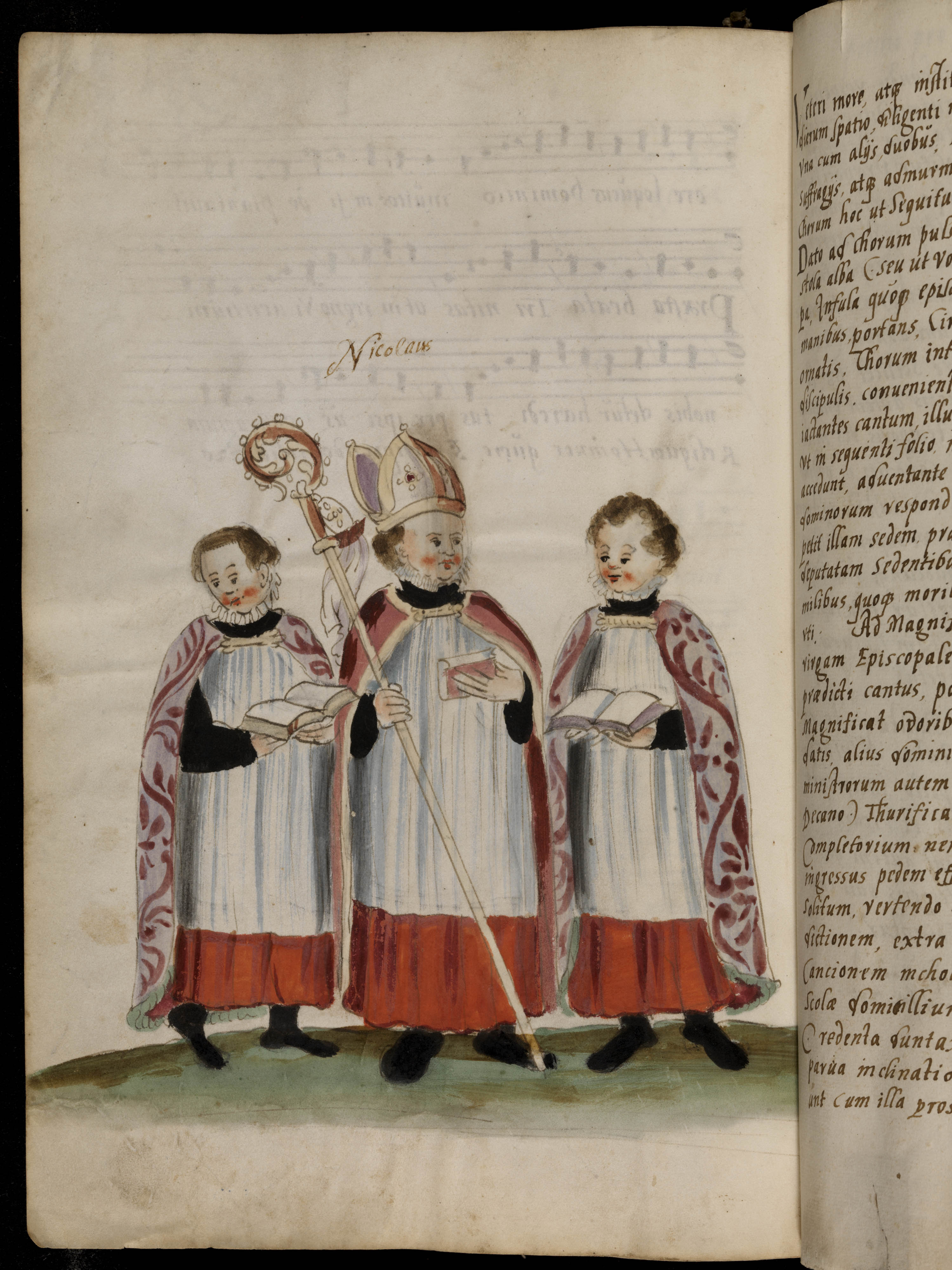
Kinderbisschop, Bamberg, 16e eeuw

Het feest van Kinderbisschop  (in Kerklatijn episcopus puerorum) was een feest dat wijdverspreid was in de middeleeuwen. In vroegmiddeleeuwse scholengemeenschappen werd een jongen verkozen om de bisschop te spelen. Het feest duurde tot Onnozele Kinderen. Het was een zogeheten omkeerfeest, een feest waarin de rollen waren omgedraaid.

## Geschiedenis
In delen van Europa werd in december voor enige dagen een kinderbisschop gekozen. Dit gebeurde van de katholieke gedenkdagen Sint Nicolaas (6 december) tot Onnozele Kinderen (28 december). Er is bewijs van een Kinderbisschop in de vroege 10e eeuw in Rouen. In de 12e eeuw zijn de bewijzen voor het Kinderbisschopsfeest nog schaars, daarna nemen ze toe. Aan het eind van de Middeleeuwen was het gebruik in veel katholieke regio's van West-Europa verspreid. In 1673 nog schreef Philippus Rovenius  "Bij het St. Nikolaasfeest kiezen de meesters eenen armen jongen tot bisschop der kinderen, die door een der kanonniken gekleed moet worden, desgelijks de twee kapellanen van den bisschop met een paar schoenen begiftigd". De grondslag voor het Kinderbisschopsfeest was aanvankelijk de dag van de Onschuldige Kinderen (28 december), maar vanaf de 13e eeuw werd het meer en meer de dag van Sint Nicolaas, 6 december.
Ondanks het ingrijpen van verschillende autoriteiten, door het concilie van Bazel in 1435, door de Franse koning Karel VII in 1445 en door de Engelse koning Henry VIII in 1541, bleef het feest populair. In Engeland werd het feest in 1541 opgeheven door Henry VIII, in ere hersteld door Mary I in 1552 en weer afgeschaft door Elizabeth I. In Oldenzaal was in de 17e eeuw nog sprake van het feest. Op het vasteland werd het feest in protestantse gebieden afgeschaft, maar het hield in katholieke gebieden tot in de 18e eeuw stand.

## Ceremonie
De kinderbisschop werd vaak uit koorknapen gekozen vanwege hun heldere stem, maar ook jonge geestelijken in opleiding bekleedden de rol. De kosten van het feest werden vaak door de kerk gedragen.
De in bisschopsgewaad geklede jongen werd vergezeld door als priesters uitgedoste jongens. Zij maakten een rondgang door de stad terwijl de kinderbisschop mensen zegende. De kinderbisschop en zijn gevolg namen de kathedraal over en voerden, afgezien van de mis, allerlei ceremonies op. De echte bisschop aanvaardde symbolisch het gezag van de kinderbisschop.

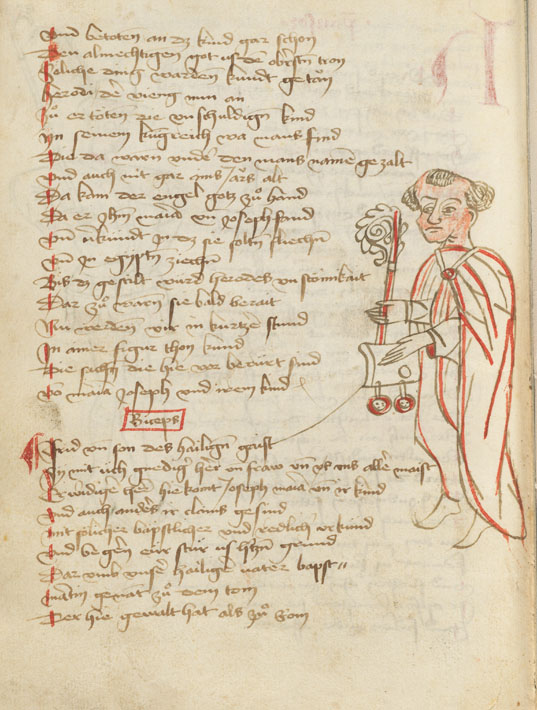
Kinderbisschop ca. 1417/20
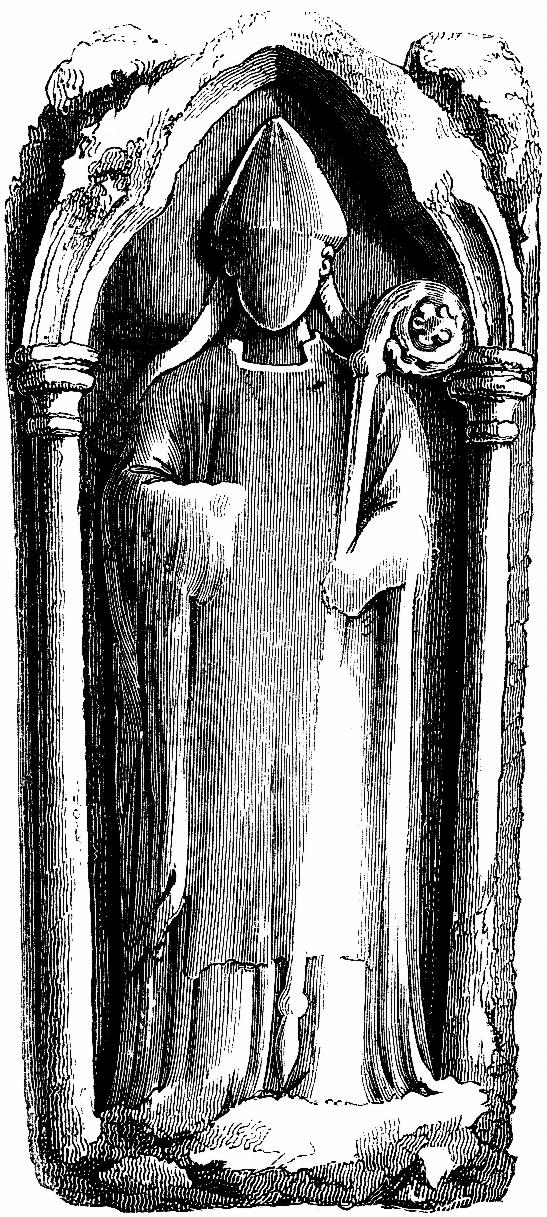
Graf van de kinderbisschop, Salisbury (Wiltshire, England)
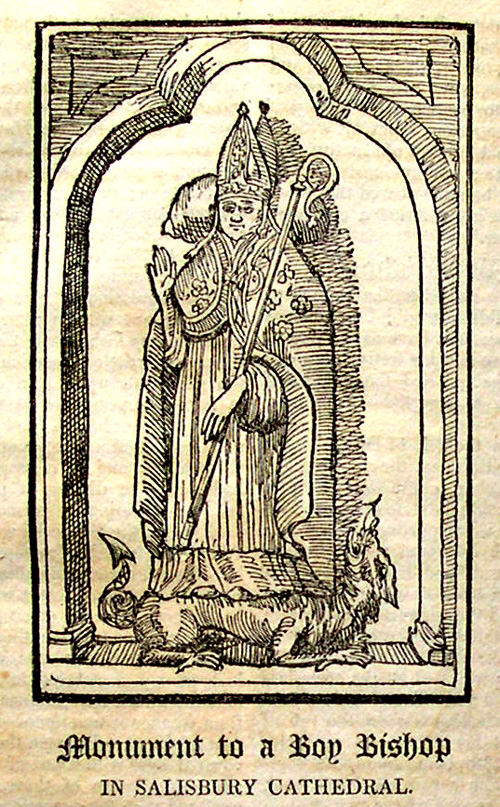
Monument voor een kinderbisschop in Salisbury Cathedral
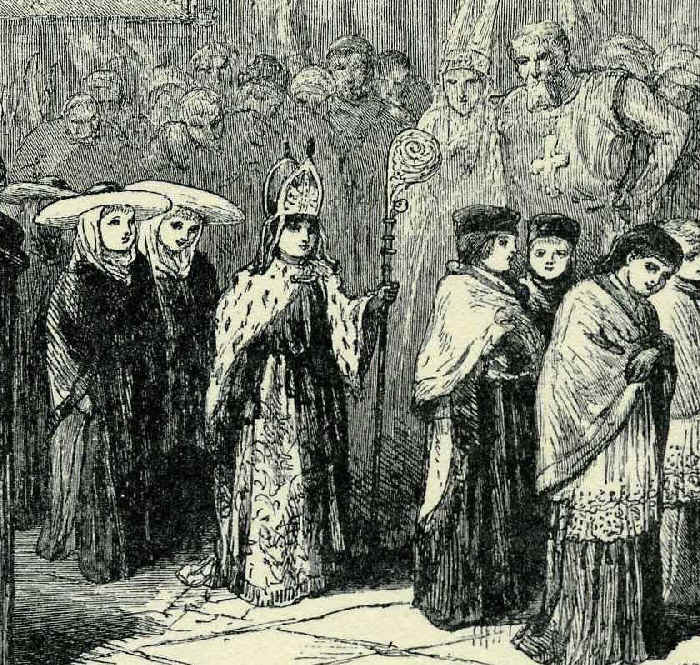
19e-eeuwse afbeelding van een middeleeuwse kinderbisschop, vergezeld door zijn kanunniken
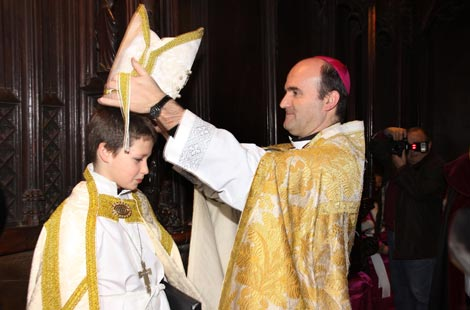
Baskische kinderbisschop
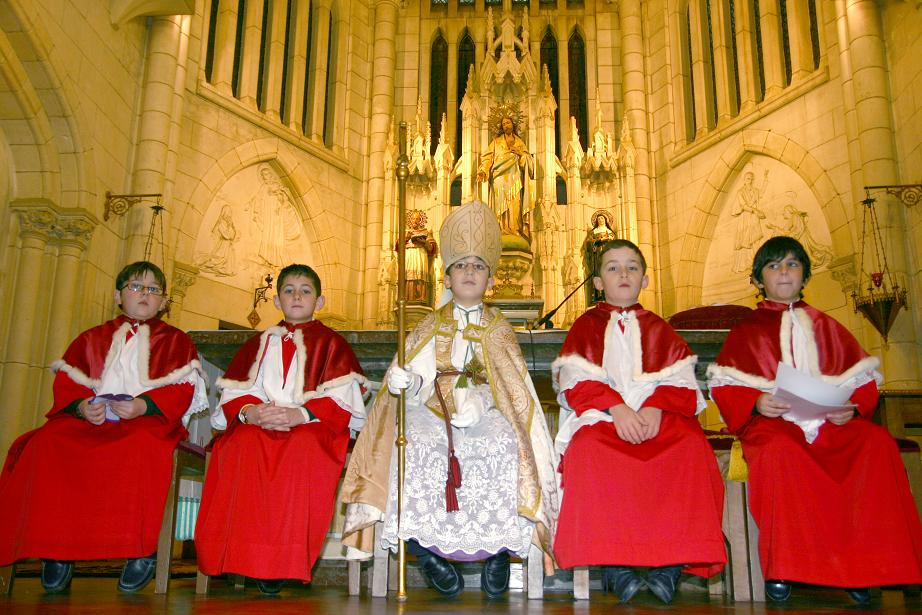
Viering van de Onnozele Kinderen in Valencia

## Variaties
Jan ter Gouw noemt naast het kinderfeest kinderbisschop nog het volksvermaak narrenbisschop (Episcopus fatuorum). Het narrenbisschopsfeest was een ruwer feest voor volwassenen dat in Waals-België, Frankrijk en zuidelijker landen werd gevierd. Het kinderbisschopsfeest had een onschuldiger karakter.